# Diego Godín
Diego Roberto Godín Leal (Rosario, Colonia, 16 de febrero de 1986) es un exfutbolista uruguayo nacionalizado español. Jugaba como defensor y su último equipo fue el Centro Recreativo Porongos Fútbol Club de Uruguay. Es recordado principalmente por su paso por el Atlético de Madrid, club con el que llegó a disputar 389 partidos en 9 temporadas.
Debutó con el Club Atlético Cerro en 2003 en la Primera División de Uruguay. En 2006 fue fichado por Nacional y solo un año después dio el salto a Europa fichando por el Villarreal C. F. Tras tres temporadas en el club amarillo fichó por el Atlético de Madrid, llegando a ser su capitán, con el que consiguió la Supercopa de Europa en 2010, 2012 y 2018, la Liga Europa en 2012 y 2018, la Copa del Rey en 2013 y LaLiga española y la Supercopa de España en 2014.
Fue internacional con la selección uruguaya donde debutó en 2005, con la que participó en el Mundial en 2010, 2014, 2018 y 2022, en la Copa Confederaciones en 2013 y en la Copa América en 2007, 2011 -año en que consiguió el título-, 2015, 2019 y 2021. Asumió el cargo de capitán tras la retirada de la selección de Diego Lugano.

## Trayectoria

### Comienzos
A la edad de 15 años se incorporó a la sexta división del club Defensor Sporting y luego pasó en el 2003 al Club Atlético Cerro, de la primera división del fútbol uruguayo. En sus comienzos se desempeñaba en la posición de delantero, pero luego pasó a jugar en la posición de defensa central donde tuvo su mejor rendimiento. Debido a su gran desempeño en Cerro, fue fichado en el 2006 por el Club Nacional de Football. Su debut oficial en Nacional fue el 26 de agosto de 2006 (Nacional 0 - Danubio Fútbol Club 1, Torneo Apertura 2006). Con Nacional, fue campeón de la Liguilla Pre-Libertadores 2007, y también fue muy importante en la campaña de Nacional en la Copa Libertadores 2007 donde marcó dos goles y fue figura del equipo y del torneo.

### Paso por el Villarreal

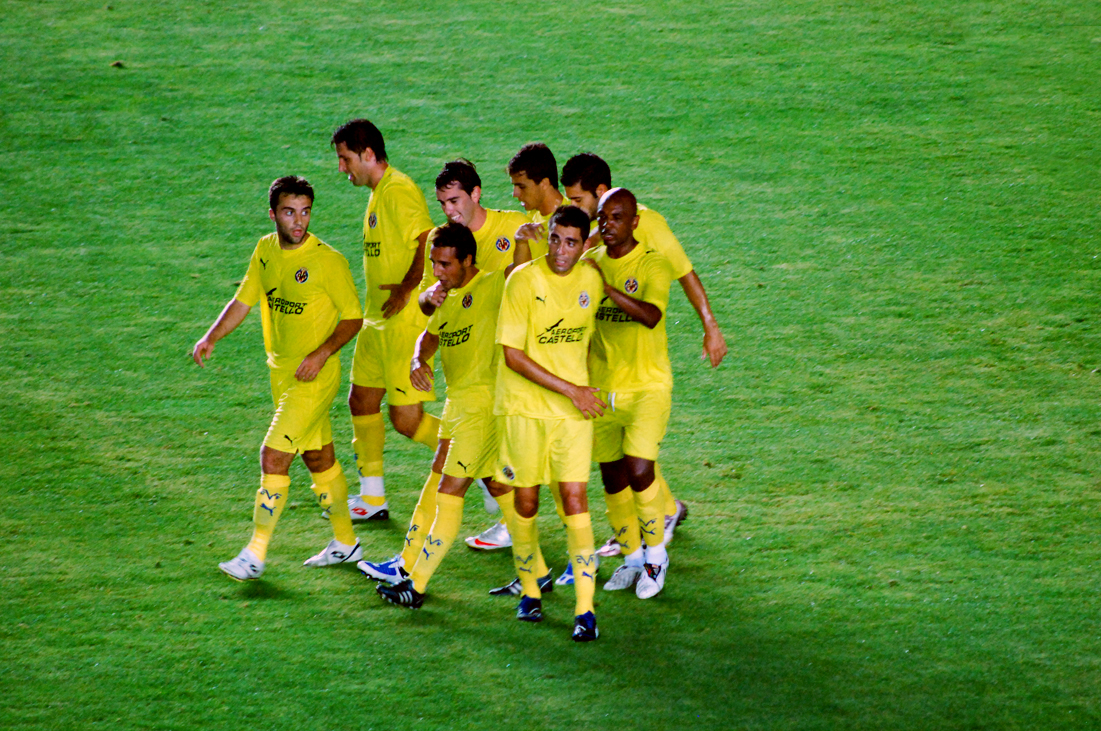
Godín jugando un amistoso de pretemporada en el Villarreal

El 2 de agosto de 2007 ficha por el Villarreal CF se concretó en gran parte gracias a la baja de Roberto Ayala que fichó por el Real Zaragoza. 
En el Villarreal compartió equipo con su compatriota Sebastián Viera, arquero que provino también del Club Nacional de Football. 
Con el conjunto amarillo jugó un total de 116 partidos anotando 4 goles y 6 asistencias en 3 temporadas.
El día 4 de agosto de 2010, el Villarreal acordó su traspaso al Atlético de Madrid por una cifra de entre 8 y 10 millones de euros, club con el que firmó por 5 temporadas.

### Atlético de Madrid

#### Primer título
Su llegada al Atlético de Madrid no pudo comenzar mejor pues el 27 de agosto de 2010 consiguió su primer título internacional al imponerse en la Supercopa de Europa al Inter de Milán, campeón de la Liga de Campeones, por dos goles a cero. 
Durante la pretemporada siguiente, el 28 de julio de 2011, juró la constitución española para que el club no excediera el límite de jugadores extracomunitarios.

#### Éxito europeo
El 3 de octubre, en el empate a cero ante el Sevilla correspondiente a la séptima jornada de Liga, jugó su partido número 200 en las diferentes ligas en las que ha participado. El 30 de enero de 2012 marcó su primer gol en Liga con la camiseta del Atlético de Madrid en la victoria por cero a uno ante Osasuna. El 9 de mayo de 2012, se proclamó con su equipo campeón de la Liga Europa al vencer en la final por 3 goles a 0 al Athletic Club. El 31 de agosto de 2012 consiguió su segunda Supercopa de Europa al vencer al Chelsea, campeón de la Liga de Campeones, por cuatro goles a uno.

#### Regularidad
Durante la temporada 2012-13 se convirtió en pieza clave de la defensa del Atlético de Madrid. Junto a Joao Miranda formó pareja en el centro de la zaga del equipo rojiblanco solo perdiéndose tres partidos y siendo la defensa menos goleada de la Liga y ayudando a su compañero Thibaut Courtois a ganar el Trofeo Zamora.
En la Copa del Rey, el 17 de mayo disputó la final frente al Real Madrid en el Estadio Santiago Bernabéu. Godín de nuevo fue titular y se proclamó campeón al vencer en la prórroga por dos goles a uno.

#### Campeón de Liga

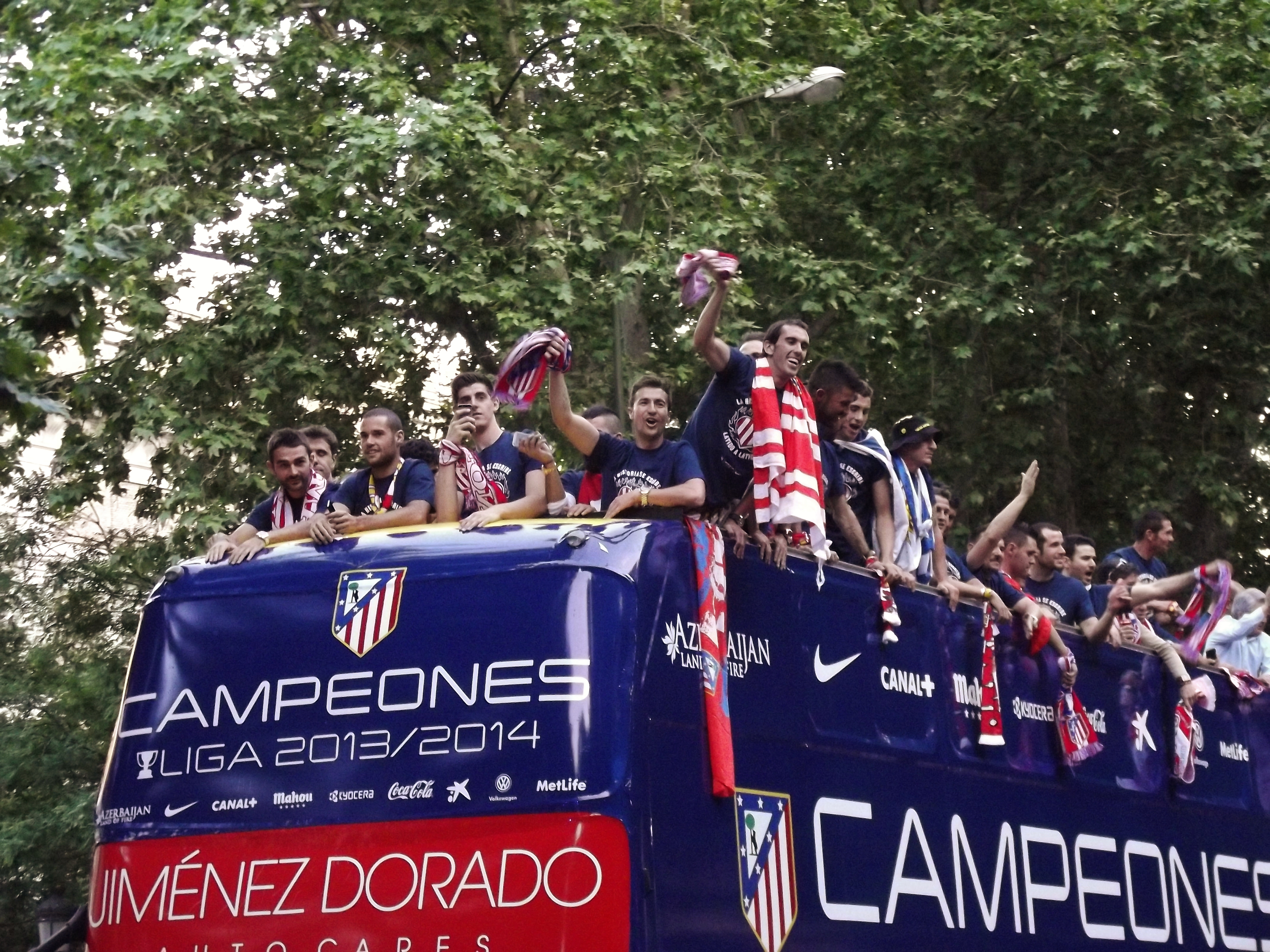
Celebración del título de liga del Atlético de Madrid club de fútbol en la temporada 2013-2014.

En los primeros meses de la temporada se anunció la renovación del jugador uruguayo por el Atlético de Madrid hasta 2018. 
De nuevo volvió a ser la pareja de Miranda en el centro de la defensa del equipo y el 15 de marzo de 2014 en la victoria por uno a cero ante el Espanyol disputó su partido número 150 con la camiseta rojiblanca.
Durante toda esa temporada el Atlético de Madrid estuvo peleando por conseguir el título liguero pero no fue hasta la última jornada en la que se decidió todo. El Atlético se enfrentó en la jornada trigésimo octava al Barcelona, segundo clasificado y al que le sacaba tres puntos, en el Camp Nou. Debido a que el partido de la primera vuelta había terminado en empate, si el Barcelona ganaba ese partido se proclamaba campeón mientras que al Atleti le bastaba con empatar. 
Godín fue titular y aunque el Barcelona se adelantó mediante un gol de Alexis Sánchez en la primera parte, al comienzo de la segunda Godín anotó el definitivo empate a uno que proclamó al club colchonero campeón de Liga.
Durante el final de la temporada el estado de forma de Godín fue excepcional lo que le llevó a ser elegido mejor jugador de la Liga durante los meses de abril y mayo y a formar parte del once ideal de la temporada. Durante esos últimos dos meses, disputó cinco partidos como titular y anotó dos goles. Además, por segundo año consecutivo, la defensa del Atlético de Madrid fue la menos goleada y Thibaut Courtois el Premio Zamora.
En la Liga de Campeones el equipo se clasificó para jugar la final por segunda vez en su historia. El partido se disputó el 24 de mayo en Lisboa frente al Real Madrid. De nuevo, Godín fue titular y un gol suyo adelantó al Atlético de Madrid en la primera parte pero en el tiempo de descuento de la segunda parte Sergio Ramos anotó el empate a la salida de un córner. En la prórroga, el Real Madrid se mostró más fuerte y anotó tres goles más dejando el resultado final en cuatro a uno.
Tras sus buenas actuaciones en el periodo 2013-14 fue incluido en la lista Goal 50 en el puesto número 24.

#### Capitán
Durante la pretemporada 2014-15 y ante la salida de Tiago (segundo capitán rojiblanco), Raúl García pasó a ser el segundo capitán y se designó a Godín

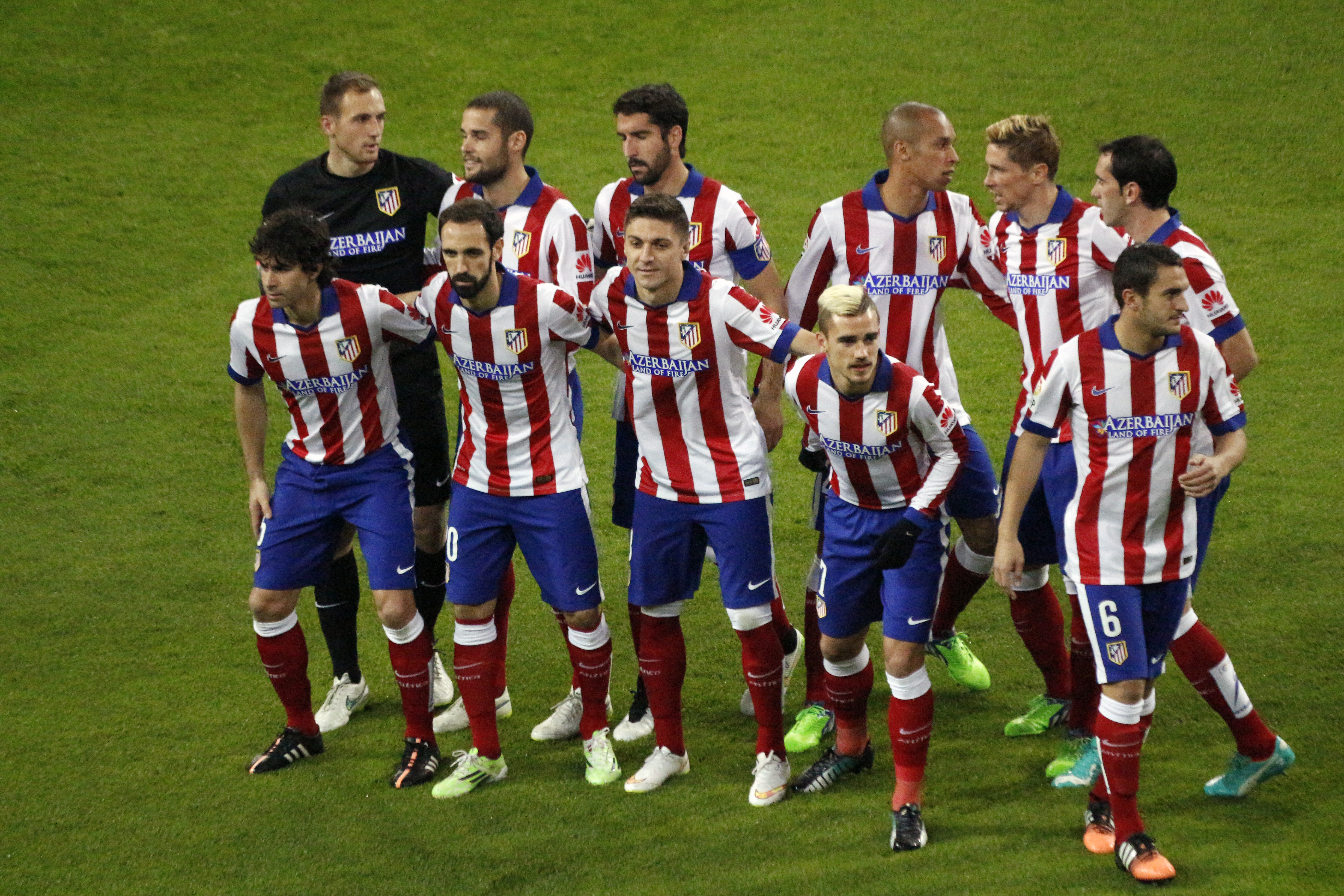
Godín con la plantilla del Atlético de Madrid en la Copa del Rey 2014/15

como tercer capitán rojiblanco. En agosto consiguió su primera Supercopa de España tras vencer al Real Madrid por un global final de 2-1. Godín fue titular tanto en el partido de ida como en el de vuelta.
A comienzos del año 2015 la UEFA anunció el equipo ideal de 2014 elegido por los usuarios de su web en el que se encontraba Godín como uno de los cuatro defensas que lo formaban.
El 1 de marzo, en el empate a cero ante el Sevilla F. C. correspondiente a la vigésimo quinta jornada de Liga, disputó su partido número 200 como rojiblanco. Godín fue, de nuevo, un fijo en el eje de la defensa y contribuyó a que el equipo quedara en tercera posición y fuera el segundo menos goleado.  
En la Liga de Campeones, Godín fue incluido en el equipo de la semana de la ida de los cuartos de final. 
En verano de 2018, debido a la marcha de Gabi, se convirtió en el primer capitán del Atlético de Madrid. Alzó su primer título como capitán en el primer partido que disputó como tal: la Supercopa de Europa, ganada al Real Madrid.
Llegado noviembre, marcó su 25.º gol en partido oficial como jugador del Atlético, muy celebrado por tratarse de un "gol del cojo" (lo marcó estando lesionado), el cual supuso una victoria en el descuento.

#### Despedida
El 7 de mayo de 2019 anunció su salida del club después de 9 temporadas. Así, 5 días más tarde, en el encuentro liguero que enfrentaba al Atlético de Madrid contra el Sevilla F. C. (1-1), se le hizo un acto de despedida que se realizó al finalizar el encuentro. 
Se dispusieron los ocho trofeos que logró el uruguayo con el Atlético en el círculo central del Metropolitano, y se realizó un pasillo formado por todos sus compañeros y cuerpo técnico. Además, el Frente Atlético realizó una pancarta con la frase «un gol para el recuerdo, un faraón para la historia», en referencia al gol que marcó el capitán rojiblanco en el Camp Nou que dio al Atlético de Madrid su décimo título liguero en la temporada 2013/14. 
El equipo le entregó una camiseta con su nombre y las firmas de todos los jugadores, y además la leyenda rojiblanca Luiz Pereira, le entregó en mano una placa conmemorativa en reconocimiento a las 9 temporadas que disputó con el conjunto madrileño.
Tras un vídeo recopilatorio con sus mejores momentos en el Atlético, Godín dio con sus compañeros una última vuelta de despedida al estadio, dejando atrás unas cifras históricas: el futbolista extranjero con más partidos y el décimo de la historia del club rojiblanco (387 partidos); y el segundo futbolista con más títulos (dos Ligas Europeas de la UEFA, una Copa del Rey y tres Supercopas de la UEFA).

### Etapa en Italia
El 1 de julio de 2019 el Inter de Milán hizo oficial su incorporación para las siguientes tres temporadas.
En septiembre de 2020, tras solo una temporada en el conjunto nerazzurro jugando un total de 36 partidos y disputando una final de Liga Europa de la UEFA, terminó fichando por el Cagliari Calcio hasta 2023.
Con este equipo jugó 40 encuentros antes de rescindir su contrato el 12 de enero de 2022.

### Regreso a Sudamérica
Pocas horas después de haber quedado libre, Atlético Mineiro anunció su contratación por un año.
El 20 de junio de 2022 rescindió su contrato y al día siguiente se hizo oficial su fichaje por Vélez Sarsfield, donde iba a ser dirigido por su compatriota Alexander Medina.
El 27 de julio de 2023 anunció su retirada y tres días después disputó el último encuentro de su carrera ante C. A. Huracán.
Sin embargo, en febrero de 2024 optó por regresar al fútbol y firmó con Porongos para la disputa de la Liga Capital de Fútbol de Flores y la Copa Nacional de Clubes, torneo que acabaría ganando, siendo la cuarta vez en la historia del Club en lograrlo.Después de la obtención del título, se retiró del futbol.

## Selección nacional

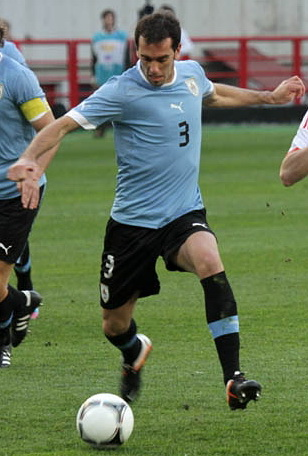
Godin jugando un partido con la Selección Uruguaya

Su debut en la selección de Uruguay fue el 26 de octubre de 2005 en un amistoso contra México en Guadalajara. Ha participado en más de cien partidos con la Selección uruguaya, marcando en 8 oportunidades. 

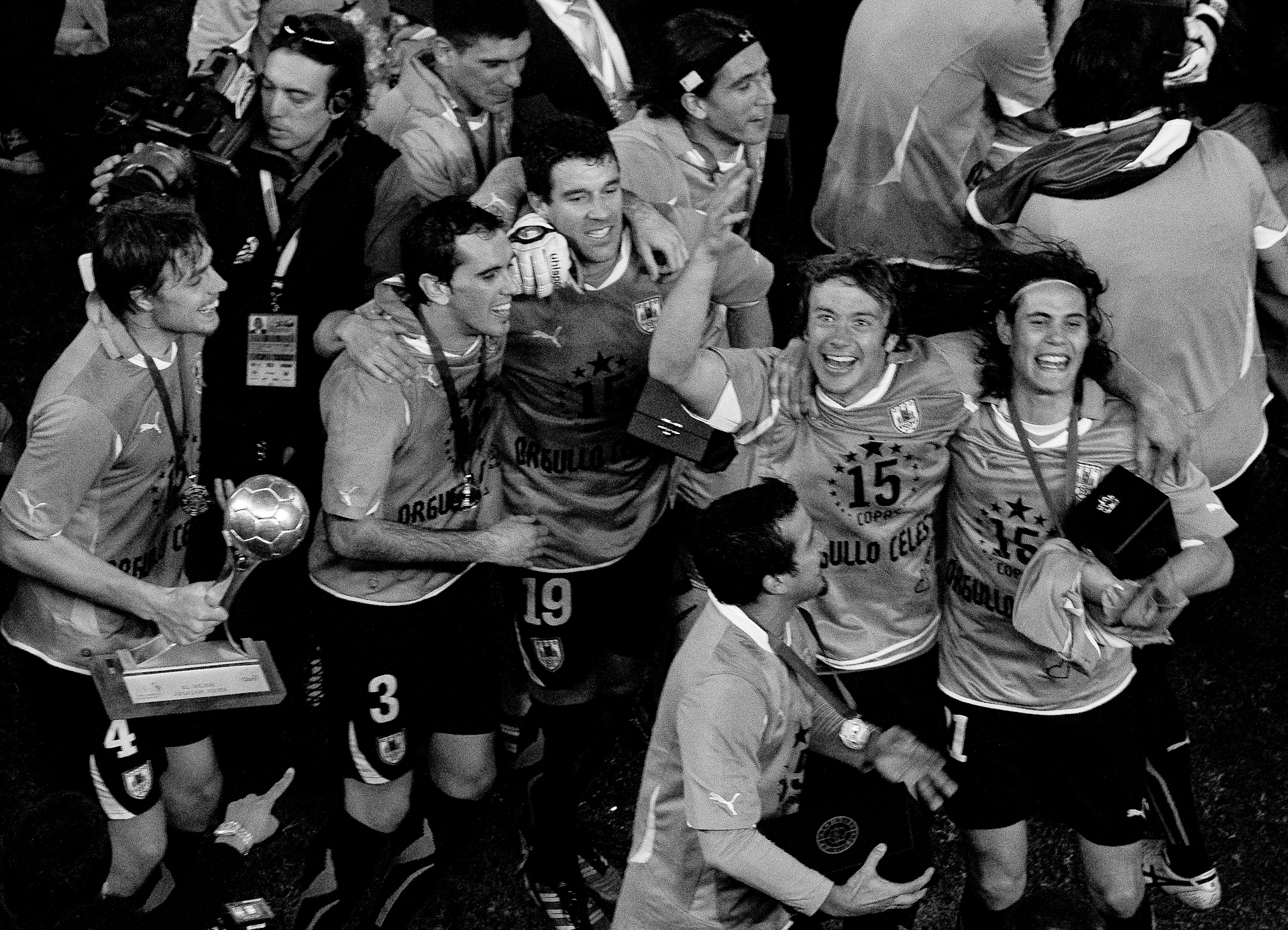
Godín celebrando con la Selección Uruguaya el triunfo de la Copa America 2011

Fue seleccionado para participar en la Copa América 2011, en la que se alzó con el título pese a sólo poder disputar los dos últimos minutos de la final debido a una lesión que se hizo antes del comienzo de la competición.
Al ser campeón de América en 2011, Uruguay participó en la Copa Confederaciones 2013 y de nuevo, Godín estuvo entre los jugadores convocados. 
Fue titular en todos los partidos salvo en el enfrentamiento ante la débil Tahití, ayudando con sus actuaciones a que su selección consiguiera el cuarto puesto.
El 12 de mayo de 2014 el entrenador de la selección uruguaya, Óscar Washington Tabárez, incluyó a Godín en la lista provisional de 25 jugadores con los que inició la preparación para la Copa Mundial de Fútbol de 2014. Fue confirmado en la lista definitiva de 23 el 31 de mayo. En la fase de grupos disputó los tres partidos como titular siendo el capitán de la Selección en el segundo y el tercero. Tras la derrota en el primer partido y la victoria en el segundo, Uruguay necesitaba ganar a Italia en el tercer partido para clasificarse para la siguiente fase, cosa que consiguió por uno a cero gracias a un gol de Godín tras sacar un córner. En los octavos de final, de nuevo Godín fue titular pero la selección uruguaya fue derrotada por dos a cero por la selección colombiana quedando de esta forma eliminada del Mundial.
El 23 de mayo de 2015 fue convocado para disputar la Copa América 2015. Godín participó en tres de los cuatro partidos que disputó su selección, perdiéndose uno por sanción, antes de que cayera eliminada en cuartos de final ante la anfitriona Chile. En la primera jornada fue incluido en el equipo ideal.
En Rusia 2018 es convocado para jugar su tercer Mundial. Completa una actuación impecable, llegando con Uruguay hasta los cuartos de final, y destacando como uno de los mejores centrales del Mundial.
El 25 de marzo de 2019 superó al jugador Maximiliano Pereira como el jugador que más partidos ha jugado con la selección uruguaya de fútbol, logrando así el récord con más partidos jugados hasta el día de hoy.

### Goles internacionales
| #  | Fecha                   | Lugar                                                   | Rival               | Gol | Resultado | Competición              |
| -- | ----------------------- | ------------------------------------------------------- | ------------------- | --- | --------- | ------------------------ |
| 1. | 27 de mayo de 2006      | Stadion Crvena Zvezda, Belgrade, Serbia                 | Serbia y Montenegro | 1–1 | 1–1       | Amistoso                 |
| 2. | 16 de agosto de 2006    | Alexandria Stadium, Alejandría, Egipto                  | Egipto              | 0–1 | 0–2       | Amistoso                 |
| 3. | 18 de octubre de 2006   | Centenario, Montevideo, Uruguay                         | Venezuela           | 1–0 | 4–0       | Amistoso                 |
| 4. | 24 de junio de 2014     | Arena das Dunas, Natal, Brasil                          | Italia              | 0–1 | 0–1       | Copa Mundial Brasil 2014 |
| 5. | 8 de octubre de 2015    | Hernando Siles, La Paz, Bolivia                         | Bolivia             | 0–1 | 0–2       | Eliminatorias 2018       |
| 6. | 13 de octubre de 2015   | Estadio Centenario, Montevideo, Uruguay                 | Colombia            | 1–0 | 3–0       | Eliminatorias 2018       |
| 7. | 17 de noviembre de 2015 | Estadio Centenario, Montevideo, Uruguay                 | Chile               | 1–0 | 3–0       | Eliminatorias 2018       |
| 8. | 5 de junio de 2016      | University of Phoenix Stadium, Glendale, Estados Unidos | México              | 1–1 | 1–3       | Copa América Centenario  |

## Estadísticas

### Clubes
Datos actualizados a final de carrera deportiva.
| Club                            | Div.          | Temporada     | Liga  | Liga  | Estatal | Estatal | Copas | Copas | Internacional | Internacional | Total | Total | Media goleadora |
| Club                            | Div.          | Temporada     | Part. | Goles | Part.   | Goles   | Part. | Goles | Part.         | Goles         | Part. | Goles | Media goleadora |
| ------------------------------- | ------------- | ------------- | ----- | ----- | ------- | ------- | ----- | ----- | ------------- | ------------- | ----- | ----- | --------------- |
| C. A. Cerro · Uruguay           | 1.ª           | 2002-03       | 1     | 0     | ―       | ―       | ―     | ―     | ―             | ―             | 1     | 0     | 0               |
| C. A. Cerro · Uruguay           | 1.ª           | 2003-04       | 8     | 0     | ―       | ―       | ―     | ―     | ―             | ―             | 8     | 0     | 0               |
| C. A. Cerro · Uruguay           | 1.ª           | 2004-05       | 17    | 1     | ―       | ―       | ―     | ―     | ―             | ―             | 17    | 1     | 0,06            |
| C. A. Cerro · Uruguay           | 1.ª           | 2005-06       | 30    | 5     | ―       | ―       | 4     | 0     | ―             | ―             | 34    | 5     | 0,15            |
| C. A. Cerro · Uruguay           | Total club    | Total club    | 56    | 6     | 0       | 0       | 4     | 0     | 0             | 0             | 60    | 6     | 0,1             |
| Nacional · Uruguay              | 1.ª           | 2006-07       | 26    | 0     | ―       | ―       | ―     | ―     | 20            | 2             | 46    | 2     | 0,04            |
| Nacional · Uruguay              | Total club    | Total club    | 26    | 0     | 0       | 0       | 0     | 0     | 20            | 2             | 46    | 2     | 0,04            |
| Villarreal C. F. · España       | 1.ª           | 2007-08       | 24    | 1     | ―       | ―       | 3     | 0     | 7             | 0             | 34    | 1     | 0,03            |
| Villarreal C. F. · España       | 1.ª           | 2008-09       | 31    | 0     | ―       | ―       | 0     | 0     | 7             | 0             | 38    | 0     | 0               |
| Villarreal C. F. · España       | 1.ª           | 2009-10       | 36    | 3     | ―       | ―       | 2     | 0     | 6             | 0             | 44    | 3     | 0,07            |
| Villarreal C. F. · España       | Total club    | Total club    | 91    | 4     | 0       | 0       | 5     | 0     | 20            | 0             | 116   | 4     | 0,04            |
| Atlético de Madrid · España     | 1.ª           | 2010-11       | 25    | 0     | ―       | ―       | 1     | 1     | 4             | 1             | 30    | 2     | 0,06            |
| Atlético de Madrid · España     | 1.ª           | 2011-12       | 27    | 2     | ―       | ―       | 1     | 0     | 13            | 1             | 41    | 3     | 0,07            |
| Atlético de Madrid · España     | 1.ª           | 2012-13       | 35    | 1     | ―       | ―       | 5     | 0     | 2             | 0             | 42    | 1     | 0,02            |
| Atlético de Madrid · España     | 1.ª           | 2013-14       | 34    | 4     | ―       | ―       | 7     | 2     | 10            | 2             | 51    | 8     | 0,16            |
| Atlético de Madrid · España     | 1.ª           | 2014-15       | 34    | 3     | ―       | ―       | 5     | 0     | 9             | 1             | 48    | 4     | 0,08            |
| Atlético de Madrid · España     | 1.ª           | 2015-16       | 31    | 1     | ―       | ―       | 3     | 0     | 12            | 0             | 46    | 1     | 0,02            |
| Atlético de Madrid · España     | 1.ª           | 2016-17       | 31    | 3     | ―       | ―       | 5     | 0     | 11            | 0             | 47    | 3     | 0,06            |
| Atlético de Madrid · España     | 1.ª           | 2017-18       | 30    | 0     | ―       | ―       | 3     | 1     | 12            | 0             | 45    | 1     | 0,02            |
| Atlético de Madrid · España     | 1.ª           | 2018-19       | 30    | 3     | ―       | ―       | 2     | 0     | 7             | 1             | 39    | 4     | 0,1             |
| Atlético de Madrid · España     | Total club    | Total club    | 277   | 17    | 0       | 0       | 32    | 4     | 80            | 6             | 389   | 27    | 0,07            |
| Inter de Milán · Italia         | 1.ª           | 2019-20       | 23    | 1     | ―       | ―       | 2     | 0     | 11            | 1             | 36    | 2     | 0,06            |
| Inter de Milán · Italia         | Total club    | Total club    | 23    | 1     | 0       | 0       | 2     | 0     | 11            | 1             | 36    | 2     | 0,06            |
| Cagliari Calcio · Italia        | 1.ª           | 2020-21       | 28    | 1     | ―       | ―       | 0     | 0     | ―             | ―             | 28    | 1     | 0,04            |
| Cagliari Calcio · Italia        | 1.ª           | 2021-22       | 11    | 0     | ―       | ―       | 1     | 0     | ―             | ―             | 12    | 0     | 0               |
| Cagliari Calcio · Italia        | Total club    | Total club    | 39    | 1     | 0       | 0       | 1     | 0     | 0             | 0             | 40    | 1     | 0,03            |
| Atlético Mineiro · Brasil       | 1.ª           | 2022          | 1     | 0     | 4       | 1       | 1     | 0     | 2             | 0             | 8     | 1     | 0,13            |
| Atlético Mineiro · Brasil       | Total club    | Total club    | 1     | 0     | 4       | 1       | 1     | 0     | 2             | 0             | 8     | 1     | 0,13            |
| C. A. Vélez Sarsfield Argentina | 1.ª           | 2022          | 6     | 1     | ―       | ―       | 0     | 0     | 2             | 0             | 8     | 1     | 0,13            |
| C. A. Vélez Sarsfield Argentina | 1.ª           | 2023          | 13    | 0     | ―       | ―       | 1     | 0     | ―             | ―             | 14    | 0     | 0               |
| C. A. Vélez Sarsfield Argentina | Total club    | Total club    | 19    | 1     | 0       | 0       | 1     | 0     | 2             | 0             | 22    | 1     | 0,05            |
| Total carrera                   | Total carrera | Total carrera | 532   | 30    | 4       | 1       | 46    | 4     | 135           | 9             | 717   | 44    | 0,06            |
| 1. 2.                           |               |               |       |       |         |         |       |       |               |               |       |       |                 |

### Selecciones

#### Participaciones en fases finales
| Competición               | Sede           | Resultado        | Partidos | Goles |
| ------------------------- | -------------- | ---------------- | -------- | ----- |
| Copa América 2007         | Venezuela      | Cuarto lugar     | 2        | 0     |
| Copa del Mundo 2010       | Sudáfrica      | Cuarto lugar     | 5        | 0     |
| Copa América 2011         | Argentina      | Campeón          | 1        | 0     |
| Copa Confederaciones 2013 | Brasil         | Cuarto lugar     | 4        | 0     |
| Copa del Mundo 2014       | Brasil         | Octavos de final | 4        | 1     |
| Copa América 2015         | Chile          | Cuartos de final | 3        | 0     |
| Copa América Centenario   | Estados Unidos | Fase de grupos   | 1        | 1     |
| Copa del Mundo 2018       | Rusia          | Cuartos de final | 5        | 0     |
| Copa América 2019         | Brasil         | Cuartos de final | 4        | 0     |
| Copa América 2021         | Brasil         | Cuartos de final | 5        | 0     |
| Copa del Mundo 2022       | Catar          | Fase de grupos   | 2        | 0     |
| Total                     | Total          | Total            | 34       | 2     |

## Palmarés

### Títulos regionales
| Título             | Club             | Estado       | Año  |
| ------------------ | ---------------- | ------------ | ---- |
| Campeonato Mineiro | Atlético Mineiro | Minas Gerais | 2022 |

### Títulos nacionales
| Título                         | Club               | País    | Año  |
| ------------------------------ | ------------------ | ------- | ---- |
| Liguilla Pre-Libertadores      | Nacional           | Uruguay | 2007 |
| Copa del Rey                   | Atlético de Madrid | España  | 2013 |
| Primera División               | Atlético de Madrid | España  | 2014 |
| Supercopa de España            | Atlético de Madrid | España  | 2014 |
| Supercopa de Brasil            | Atlético Mineiro   | Brasil  | 2022 |
| Copa Nacional de Clubes de OFI | Porongos           | Uruguay | 2024 |

### Títulos internacionales
| Título                 | Club (*)             | Sede      | Año  |
| ---------------------- | -------------------- | --------- | ---- |
| Supercopa de Europa    | Atlético de Madrid   | Mónaco    | 2010 |
| Copa América           | Selección de Uruguay | Argentina | 2011 |
| Liga Europa de la UEFA | Atlético de Madrid   | Bucarest  | 2012 |
| Supercopa de Europa    | Atlético de Madrid   | Mónaco    | 2012 |
| Liga Europa de la UEFA | Atlético de Madrid   | Lyon      | 2018 |
| Supercopa de Europa    | Atlético de Madrid   | Tallin    | 2018 |

(*) Incluyendo la selección.

### Distinciones individuales
| Distinción                                                        | Año              |
| ----------------------------------------------------------------- | ---------------- |
| Jugador del mes de abril de la Liga BBVA                          | 2014             |
| Jugador del mes de mayo de la Liga BBVA                           | 2014             |
| Once ideal de la Liga BBVA                                        | 2014, 2016       |
| Equipo Ideal de la Liga de Campeones                              | 2014, 2016, 2017 |
| Equipo del año UEFA                                               | 2014             |
| Once ideal de la jornada de la Copa América                       | 2015             |
| Mejor Defensa de La Liga 2015-16                                  | 2016             |
| Equipo del año del European Sports Media                          | 2016             |
| Extranjero con más partidos en la historia del Atlético de Madrid | 2017             |